# Max Havelaar (boek)
Max Havelaar is een boek van Multatuli (pseudoniem van Eduard Douwes Dekker), geschreven in 1859 in Brussel en voor het eerst gepubliceerd in 1860. De roman verhaalt over een man die ageert tegen misstanden en uitbuiting als gevolg van het in zijn ogen corrupte, indirecte regeringssysteem van Nederlands-Indië, dat de lokale elite vaak zijn gang liet gaan ten nadele van boeren en arbeiders op de koffieplantages. Het werk heeft een grote invloed gehad op zowel de Nederlandse literatuur als de Nederlandse koloniale politiek. Max Havelaar geldt als een van de belangrijkste werken uit de canon van de Nederlandse literatuur. Het boek is in meerdere edities uitgegeven en verscheen in meer dan 40 talen, het wordt onder meer in Indonesië veel gelezen. Het verhaal werd in 1976 verfilmd door Fons Rademakers.
In 1988 is een Max Havelaar keurmerk opgericht voor fairtrade producten.

## Achtergrond
Multatuli schreef Max Havelaar in vier of vijf weken, van ongeveer half september 1859 tot uiterlijk 13 oktober, als een aanklacht tegen het misbruik van het cultuurstelsel, tegen herendiensten, en tegen plichtsverzuim door Nederlandse ambtenaren in Nederlands-Indië. Tot Dekkers frustratie werd het werk als zodanig niet serieus genoeg genomen maar het boek maakte van Multatuli meteen een bekende schrijver.

### Cultuurstelsel
De politieke heerschappij over Nederlands-Indië was in het begin van de negentiende eeuw van de Vereenigde Oostindische Compagnie overgegaan naar de Nederlandse regering. Om de winst te vergroten was het cultuurstelsel ingevoerd, een serie maatregelen die de planters in staat stelde waardevolle landbouwproducten te verbouwen, in plaats van alleen voedingsmiddelen zoals rijst. Daarbij werd een belastingstelsel ingevoerd waarvan de ambtenaren volgens een commissiesysteem werden beloond. De inlandse vorsten kregen zogenoemde cultuurprocenten. Als hun gebied meer opbracht voor Nederland, kregen de inlandse vorsten meer uitbetaald. Dit leidde tot sterke uitbuiting van de inheemse bevolking door de inlandse vorsten. Daarboven kwamen nog de hoge landrenten en de herendiensten waarvan de inlandse vorsten, het gouvernement maar ook nog vele beambten misbruik maakten. De combinatie veroorzaakte een wijdverbreide corruptie, die resulteerde in grote armoede en hongersnood onder de inheemse bevolking. Dekker schreef Max Havelaar uit protest tegen deze koloniale maatregelen. En hoewel hij onbekend was als auteur ten tijde van publicatie, wist hij met zijn boek bij Nederlanders het bewustzijn op te roepen dat de weelde die zij genoten het resultaat was van menselijk lijden in andere delen van de wereld.

### Eerherstel na ontslag
Naast de aanklacht was er nog een ander motief voor Multatuli om dit boek te schrijven. Na zijn ontslag als assistent-resident in Nederlands-Indië was Multatuli tot armoede vervallen. Hij hoopte op eerherstel en een nieuwe ambtelijke functie in de kolonie. Hij was zelfs bereid van publicatie af te zien, indien door de toenmalige regering aan zijn "wensen" zou worden voldaan. In een brief aan zijn vrouw Tine gedateerd 20 november 1859 licht hij dat toe. Die wensen hielden onder andere in dat hij op Java tot resident werd benoemd, herstel van zijn diensttijd zodat hij gewoon pensioen zou krijgen over die jaren, een ruim voorschot en hij wilde benoemd worden in de orde van de Nederlandse Leeuw.
Dat lintje zag hij vooral als eerherstel en als een blijk van erkenning. In de onderhandelingen werd Dekker "eene convenable betrekking" aangeboden in West-Indië, in ruil voor het achterhouden van het boek. Dat was Dekker niet genoeg. In een brief aan koning Willem III schreef Dekker dat hij het aanbod afgewezen heeft.
Ook door anderen (onder wie van Lennep) werd gepoogd Dekker een functie toe te spelen om zo de publicatie te voorkomen.

## Titel en uitgaven

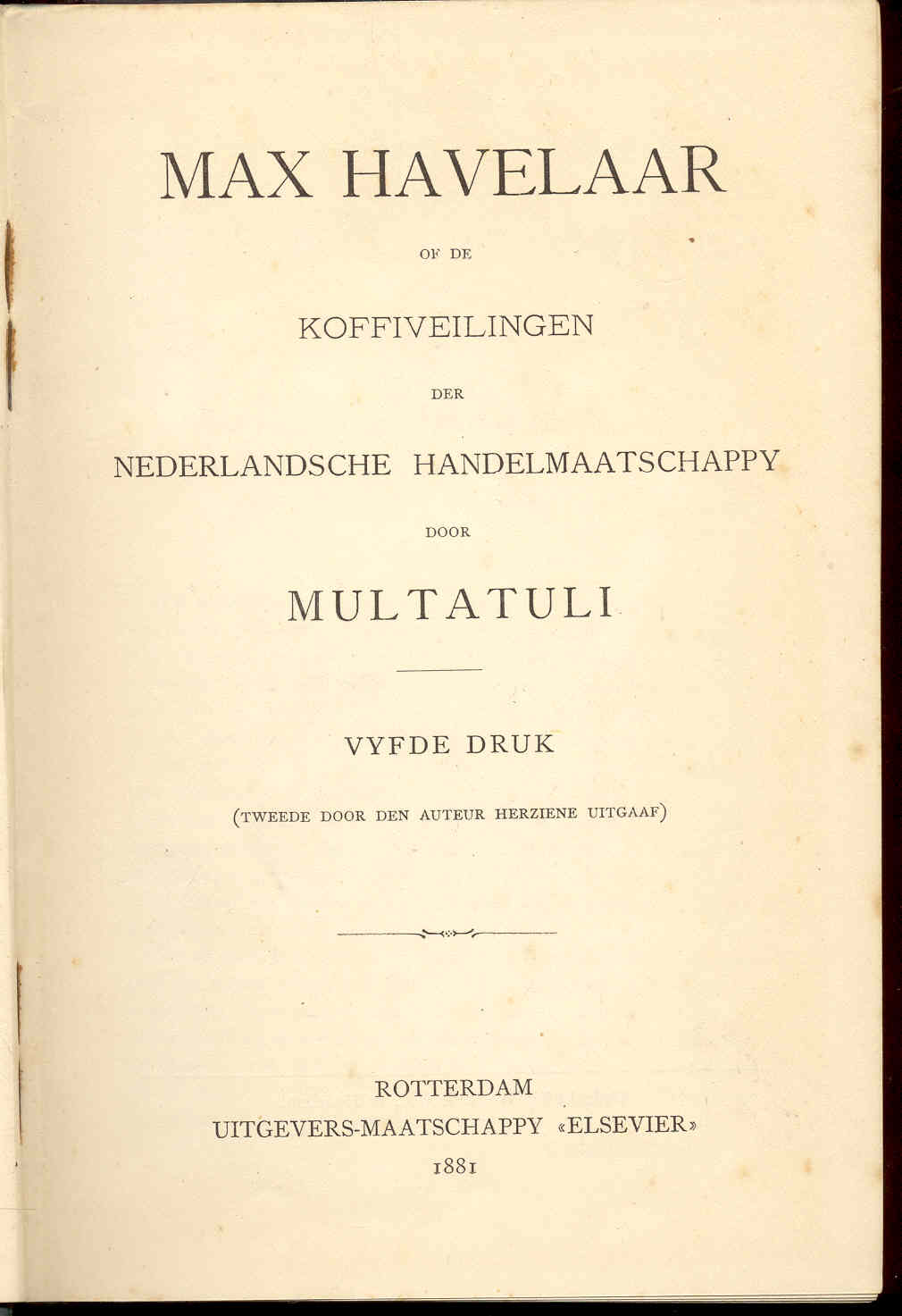
Titelpagina van de vijfde druk, 1881

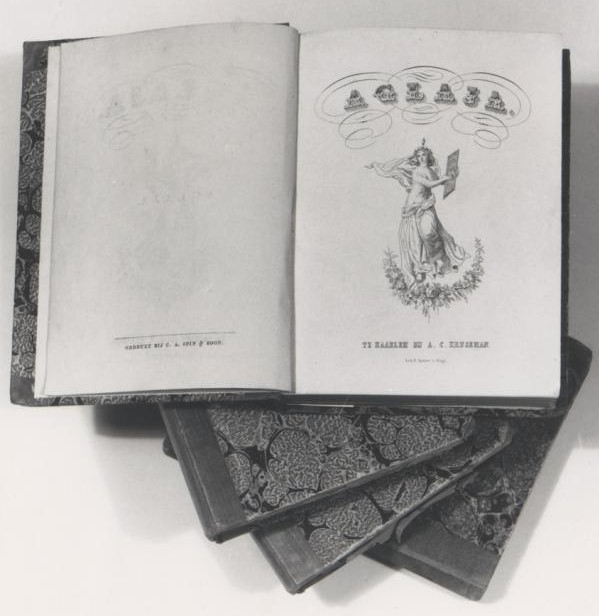
Mode- en handwerktijdschrift Aglaja. In de roman laat Sjaalman als bediende op een boekverkoping ingebonden jaargangen van dit tijdschrift op de grond vallen, zodat Droogstoppel hem niet in dienst neemt.

Het boek draagt een dubbele titel: Max Havelaar, of De koffiveilingen der Nederlandsche Handelmaatschappij bij uitgeverij J. De Ruyter te Amsterdam in 1860.
In het boek is weinig over koffie en koffieveilingen te vinden en nog minder over de Nederlandsche Handel-Maatschappij. Daar waren al snel klachten over van lezers in die tijd. Multatuli had vele redenen om voor deze ondertitel te kiezen.
Zo was het in de negentiende eeuw gebruikelijk om een ondertitel te gebruiken en deze is gebruikt om de ironie van Multatuli naar voren te brengen. De lezer werd op het verkeerde been gezet en bleef met de vraag zitten of dit werk wel of geen fictie was. In het boek komt deze ironie verder naar voren doordat ook Droogstoppel erdoor werd misleid. Hij schreef dat het boek De koffijveilingen der Nederlandsche Handelmaatschappij zal gaan heten, een onderwerp dat hem, als koffiemakelaar, zeer interesseert, maar gaandeweg merkte hij dat het boek daar niet over gaat. Een andere reden is dat voor Dekker de Nederlandsche Handel-Maatschappij symbool stond voor de onderdrukking en uitbuiting van de Javaan en de koloniale politiek. In de tijd dat het werk geschreven werd, was er veel te doen rondom koffie en Multatuli speelde in op de actualiteit.
Multatuli wilde gelezen worden en greep daarvoor elk middel aan: de ondertitel trok de aandacht en verleidde lezers om het boek aan te schaffen en te lezen.

## Verhaal
Max Havelaar bevat raamvertellingen en minstens twee hoofdthema's, waarvan het ene min of meer losstaat van het andere. Het verhaal wordt verteld door drie vertellers: Droogstoppel, Stern en eigenlijk ook door Max Havelaar, die zijn voorgeschiedenis op Sumatra beschrijft. In het laatste hoofdstuk neemt Multatuli zelf de pen over. Het is dankzij deze structuur een typisch voorbeeld van een dubbelroman.

### Gebruikte pseudoniemen
De personen waartoe Dekker (=Max Havelaar) zich in zijn roman richt, worden veelal met pseudoniemen aangeduid:
Max Havelaar, SjaalmanEduard Douwes Dekker
Max Havelaar jrJan Pieter Constant Eduard "Edu" Douwes Dekker
Nonnie SjaalmanElisabeth Agnes Everdine Douwes Dekker
SlijmeringC.P. Brest van Kempen, geb. Amsterdam, 2 feb. 1815, sedert eind april 1855 resident van Bantam (hoofdplaats Serang). Hij was Dekkers directe chef. In het jaar 1865 overleed hij in Utrecht, opgenomen in een gekkenhuis.
TineEverdine Huberta Douwes Dekker-baronesse van Wijnbergen, Dekkers echtgenote.
Generaal Vandammegeneraal Andreas Victor Michiels, geb. Maastricht 1797, was van 1837 tot 1849 civiel en militair gouverneur van Sumatra's westkust. Hij sneuvelde 25 mei 1849 op Bali.
Duclariluitenant Collard. Hij was bevelhebber van het garnizoen gelegerd in Rangkas-Betoeng, toen Dekker daar assistent-resident was.
VerbruggeAbraham Juliaan Langevelt van Hemert, controleur. Hij was Dekkers onmiddellijke ondergeschikte.
SloteringCharles Eduard Pierre Carolus, geb. Antwerpen 9 juli 1817, was Dekkers voorganger als assistent-resident van Lebak. Hij overleed op 1 november 1855 in het ziekenhuis van Serang.
Gouverneur-generaalA.J. Duymaer van Twist, geb. Deventer 20 feb. 1809, was van 1851 tot 1856 gouverneur-generaal, kwam terug naar Nederland, en was daar lid van de Tweede Kamer en daarna lid van de Eerste Kamer.
Opvolger van de Gouverneur-generaalCharles Ferdinand Pahud, (1803-1873). Van 1849 tot 1855 was hij minister van Koloniën, daarna van 1856 tot 1861 gouverneur-generaal.
Voorganger van de tegenwoordige gouverneur-generaalJan Jacob Rochussen (1797-1871) was gouverneur-generaal van 1845 tot 1851, in de jaren dat Dekker in Natal in problemen raakte, en was Minister van Koloniën van 1858 tot 1861, toen  Max Havelaar uitkwam.

### Droogstoppel
In het begin is Droogstoppel aan het woord, het archetype van een benepen, gierig man zonder een greintje fantasie, die erg ingenomen is met zichzelf. Droogstoppel ontmoet na vele jaren een voormalige schoolgenoot, Sjaalman (een alter ego van Multatuli), die hem vraagt een manuscript uit te geven. Droogstoppel laat dat werk doen door de Duitse stagiair Ernest Stern.
Dit eerste deel waarin Droogstoppel het woord neemt vult vijf hoofdstukken uit het handschrift. Later komt Droogstoppel nog een paar keer aan het woord, volgens eigen zeggen om het boek een solide voorkomen te geven. Deze delen zijn korter: een keer twee hoofdstukken en twee keer een hoofdstuk. In de hoofdstukindeling van Van Lennep neemt Droogstoppel midden in een hoofdstuk de pen over.

### Stern
Dan is er het verhaal geschreven door Stern, het belangrijkste deel van het boek, dat in grote lijnen de werkelijke belevenissen volgt van Max Havelaar (zoals Dekker hier wordt genoemd) als assistent-resident in Nederlands-Indië.
Dit deel is weer een raamvertelling, want in een aantal hoofdstukken vertelt Havelaar zijn voorgeschiedenis op Sumatra. Hij citeert er de parabel van de Japanse steenhouwer, oorspronkelijk van Wolter Robert van Hoëvell (1812-1879).
Naast de geschiedenis van Havelaar bevatten de Stern-episodes ook veel andere uitweidingen, zoals het beroemde verhaal van Saïdjah en Adinda, de avonturen van een onderdrukte Javaan. Dit is een felle aanklacht tegen de uitbuiting van de Javanen, de uitzichtloosheid van het leven van het volk en het werkeloos toezien van de autoriteiten die lezers vanaf de verschijning van het boek sterk heeft aangesproken. Dekker vergelijkt het verhaal met De hut van Oom Tom: een gefantaseerde roman met de belevenissen van onderdrukte personen, die veel meer indruk maakt dan een waarheidsgetrouwe, maar droge beschrijving van de onderdrukkingen.
Multatuli werd vaak aangevallen om zijn haast terloopse opmerkingen over de koloniale krijgsmacht. Maar juist hier liet Dekker zijn twijfels over het koloniale beleid zo overduidelijk zien.

### Multatuli
In het laatste hoofdstuk neemt de schrijver, met het pseudoniem Multatuli, zelf het woord. Hij bedankt Stern vriendelijk voor zijn schrijfwerk.
Genoeg, mijn goede Stern! Ik, Multatuli, neem de pen op. Gij zijt niet geroepen, Havelaars levensgeschiedenis te schrijven. Ik heb u in het leven geroepen,… ik liet u komen van Hamburg,… ik leerde u redelijk goed hollandsch, in zeer korten tijd,… ik liet u Louise Rosemeijer kussen, die in suiker doet,… het is genoeg Stern, ge kunt gaan.
Hij scheldt Droogstoppel uit en beveelt hem te verdwijnen.
Halt, ellendig produkt van vuile geldzucht en Godslasterlijke femelarij! Ik heb u geschapen,… gij zijt opgegroeid tot een monster onder mijne pen,… ik walg van mijn eigen maaksel,… stik in koffij, en verdwijn!
Nu komt een aanklacht tegen de beschreven corruptie en de reden waarom het boek geschreven werd. Uiteindelijk schrijft Multatuli een opdracht aan het staatshoofd, koning Willem III. Hij waarschuwt de koning voor wat er in zijn naam gebeurt in het rijk van Insulinde, de "gordel van smaragd".
Aan U vraag ik met vertrouwen of het uw Keizerlijke wil is:
Dat de Havelaars worden bespat door den modder van Slijmeringen en Droogstoppels;
en dat daar ginds Uwe meer dan Dertig millioenen onderdanen worden mishandeld en uitgezogen in Uwen naam?…

## Een toneelspel als motto
Als motto fungeert een "Onuitgegeven toneelspel" waarin Lothario – hoewel onschuldig – veroordeeld wordt tot ophanging omdat hij schuldig zou zijn aan eigenwaan. Met dit motto verwees Dekker naar de mensen die hem zouden verwijten zelfingenomen te zijn, wanneer hij zich in Max Havelaar vrij pleitte van schuld. In een brief meldde Dekker daarover aan Tine:
De naam Lothario is door Dekker ontleend aan Goethes Wilhelm Meisters Lehrjahre. Lothario, door Goethe opgevoerd als archetype van een edel mens, wordt onterecht beschuldigd. Hij zou ein liederlicher junger Edelmann zijn. Wilhelm gaat naar Lothario toe om hem eens duchtig de "waarheid" te zeggen. Maar Wilhelm komt er uiteindelijk achter dat hij zelf de schuldige is. De overeenkomsten met de edele Havelaar, die ook onterecht beschuldigd en veroordeeld wordt, zijn overduidelijk.
In het "onuitgegeven tooneelspel" wordt Lothario beschuldigd van het vermoorden en inzouten van Barbertje (zie aldaar). Zonder enig bewijs neemt de rechter dit voor waar aan: "Daaraan heeft hij zeer verkeerd gedaan". De echo van dat "zeer verkeerd gedaan" is te vinden aan het eind van hoofdstuk acht in het boek: Daaraan zou hy zeer verkeerd hebben gedaan, en ook in hoofdstuk dertien: Omdat ik hem te Natal zo gekontrarieerd had, waaraan ik dan ook, voegde men eraan toe, zeer verkeerd had gedaan.
De veroordeling op grond van hoogmoed is ontleend aan Nathan der Weise van Lessing. In de laatste zin van het toneelspel verwijst Dekker rechtstreeks naar dit drama. Er zijn heel veel meer overeenkomsten dan enkel dat: de hele scène in het toneelstukje is in feite geplagieerd. Wel is elke verwijzing naar religie door Dekker eruit verwijderd.
Het tafereel is te vinden in het vierde bedrijf, tweede toneel, van Nathan der Weise. Daar wordt de rechter een hypothetische casus voorgelegd: een joodse man heeft zich ontfermd over een meisje, dat wees was geworden. Hij heeft het kind in alle deugd opgevoed, maar niet in de Christelijke leer. Juist dat is dus het halsmisdrijf. Maar eigenlijk gaat het over Nathan en zijn pleegdochter.
Zeker nu het een jood betreft: een christen tot geloofsafval brengen... dan is de brandstapel nog niet eens genoeg straf. De tegenwerping, dat het meisje het zonder zijn hulp niet had overleefd, die wordt weggewuifd met: Thut nichts! Der Jude wird verbrannt.
Ook in dit stuk beroemt de beklaagde zich op zijn braafheid, net zo is hier een "vreemdeling" geadopteerd. Zoals de naam "Barbertje" al aangeeft, want mogelijk afgeleid van het Griekse "barbaros".
Buiten dit is er nog een ander stuk van Goethe: Faust waaraan de naam Barbertje ontleend zou kunnen zijn. Bärbelchen heet daar het meisje, zij is het mikpunt van haar omgeving, want zij is ongehuwd zwanger en de vader van haar kind heeft haar verlaten. Ook hier is sprake van onterechte verachting door omstanders. Bij Multatuli wordt evenwel niet het meisje bedreigd, maar is haar beschermer degene, die moet vrezen voor zijn leven, op grond van een vals gerucht.
De argumentatie van de rechter is zo absurd, dat geen lezer de ironie, die erin verscholen ligt, zal kunnen missen. Soortgelijke redeneringen vindt men ook elders in Max Havelaar, als Droogstoppel en Wawelaar op dreef zijn.
Telkens is hier de tegenstelling tussen waarheid, eerlijkheid en medemenselijkheid tegenover schijnheiligheid en gevoelloosheid. En deze tegenstelling is te vinden in het hele boek.

## Waardering
In de eenentwintigste eeuw wordt Max Havelaar nog steeds gerekend tot de belangrijkste literaire werken uit de Nederlandse literatuur en nog steeds veel gelezen. De verfilming (Fons Rademakers, 1976) van het boek heeft ervoor gezorgd dat de roman bij een nieuw publiek weer onder de aandacht werd gebracht. In 2007 maakte toneelregisseur Ab Gietelink een toneelstuk over Max Havelaar.
Vrijwel jaarlijks verschijnen nieuwe drukken. In 2002 werd het boek door leden van de Maatschappij der Nederlandse Letterkunde op plaats 1 gekozen in de Canon van de Nederlandse letterkunde. In 2007 koos het ‘Nederlandse publiek’ het boek als derde in de door NRC Handelsblad georganiseerde verkiezing van het beste Nederlandstalige boek ooit.
In 2020 werd Max Havelaar in stripvorm gepubliceerd in het stripblad Eppo. Deze 'verstripping' werd verzorgd door Jos van Waterschoot en Eric Heuvel. Het is later ook als boek uitgegeven.

## Max Havelaaronline lezen
- 1860. 1ste druk. Amsterdam, J. de Ruyter
- 1860. 2e druk. Amsterdam, J. de Ruyter
- 1871. 3e druk. Amsterdam, K.H. Schadd
- 1875. 4e druk, Eerste door den auteur herziene uitgave. Amsterdam, G.L. Funke
- 1881. 5e druk. Rotterdam, Uitgevers-Maatschappy "Elsevier"
- 1888. Voorafgegaan door Studiën over Multatuli, door C. Vosmaer. Amsterdam, Elsevier
- 1891. 8e, naar den 7e door zyn weduwe herz. druk. Amsterdam, Uitgevers-Maatschappy "Elsevier"
- 1895. 8e herz. druk. Amsterdam, Uitgevers-Maatschappy "Elsevier
- 1896. 9e, naar den 7en, door zijn weduwe herz. druk. Amsterdam, Uitgevers-Maatschappy "Elsevier"
- 1901. 10e, naar den 7en, door zijn weduwe herz. druk. Amsterdam, Uitgevers-Maatschappy "Elsevier"
- 1906. 11de, naar den 7den, door zijn weduwe herz. druk. Amsterdam, Uitgevers-Maatschappy "Elsevier"

## Handschrift: Max Havelaar of de Koffij-veilingen der Nederlandsche Handelsmaatschappij
In 2007 verscheen bij Uitgeverij Bas Lubberhuizen een facsimile van het originele handschrift van de Max Havelaar; een fotografische kopie, met een uitgebreide toelichting. Medewerkers aan deze uitgave zijn geweest Jos Biemans, conservator aan de Universiteit van Amsterdam, Tom Böhm, vice-voorzitter van het Multatuli genootschap, Chantal Keijsper, bestuurslid Multatuli Genootschap en redacteur van het tijdschrift Over Multatuli, Annemarie Kets bijzonder hoogleraar Editie Wetenschap aan de Vrije Universiteit Amsterdam, Dik van der Meulen en Garmt Stuiveling.
Het handschrift werd door Dekker met sterk verdunde inkt geschreven. Hij leefde in grote armoede. De kopie heeft eenzelfde contrast als het origineel, en is daardoor vrij moeilijk leesbaar.

## Eerlijke handel
In Nederland werd in 1988 de stichting Max Havelaar opgericht naar aanleiding van een dringende oproep van koffieboeren in Mexico. Zij stelden dat een "eerlijke" prijs voor hun koffie beter is dan ontwikkelingshulp. De stichting zette een keurmerk op voor zogenaamde 'fairtrade' koffie, iets waar Multatuli met zijn boek ook naar streefde.